# اریک اورسنا
اریک اورسنا (به فرانسوی: Érik Orsenna) نام هنری اریک آرنولت (به فرانسوی: Érik Arnoult)؛ (متولد ۲۲ آوریل ۱۹۴۷ در پاریس) سیاستمدار و رمان‌نویس اهل فرانسه است.
اریک اورسنا پس از تحصیل در رشته فلسفه و علوم سیاسی در مؤسسه مطالعات سیاسی پاریس ("Sciences Po")به تحصیل در رشته اقتصاد در دانشکده اقتصاد لندن پرداخت. او همکار فرانسوا میتران بود و از سوی او به عنوان مشاور فرهنگی برگزیده شده بود و مدتی هم در اداره رولان دوما وزیر امور خارجه فرانسه در دوران فرانسوا میتران سفیر فرانسه در امر گسترش دموکراسی در آفریقا و برقراری روابط سازنده و پایدار بین اروپای جنوبی و مراکش بود. اریک اورسنا مشاغل دولتی متعدد دیگری نیز در دهه‌های ۱۹۸۰ و ۱۹۹۰ میلادی را برعهده داشت. او از سال ۱۹۸۵ عضو (در حال حاضر در مرخصی) شورای دولتی فرانسه است و ریاست مرکز دریایی روشفور فرانسه را نیز بر عهده دارد. ریاست نمایشگاه کتاب بریو در سال ۲۰۱۲ با او بود.
اریک اورسنا در ۲۸ مه سال ۱۹۹۸ در پی درگذشت ژاک-ایو کوستو کرسی شماره ۱۷ فرهنگستان زبان و ادبیات فرانسه را به دست آورد.
اریک اورسنا در سال ۱۹۸۸ برای رمان «نمایشگاه استعماری» (به فرانسوی: L'Exposition coloniale) برندهٔ جایزه گنکور شد و
در سال ۱۹۹۸ با کتاب «زندگی مانند در لوزان» (به فرانسوی: La Vie comme à Lausanne) جایزه ادبی روژه نیمیه را به دست آورد و همچنین در سال ۲۰۰۶ برای رمان «سفر به سرزمین‌های پنبه‌ای» (به فرانسوی: Voyage au pays du coton) موفق به دریافت جایزه دوم لتر اولیس گردید.